# Musée de Saint-Antoine-l'Abbaye
Le musée de Saint-Antoine-l'Abbaye est situé dans le village médiéval de Saint-Antoine-l'Abbaye de la commune nouvelle homonyme en Isère, dans la région Auvergne-Rhône-Alpes.
Créé en 1979, le musée départemental est réparti sur plus de 1 300 m2 au sein de plusieurs bâtiments des XVIIe et XVIIIe siècles protégés au titre des Monuments historiques.
Dans l'ancien noviciat le musée abrite sur deux étages le parcours permanent Chroniques d'une abbaye. Au rez-de chaussée la salle voutée accueille les expositions temporaires.

## Situation géographique

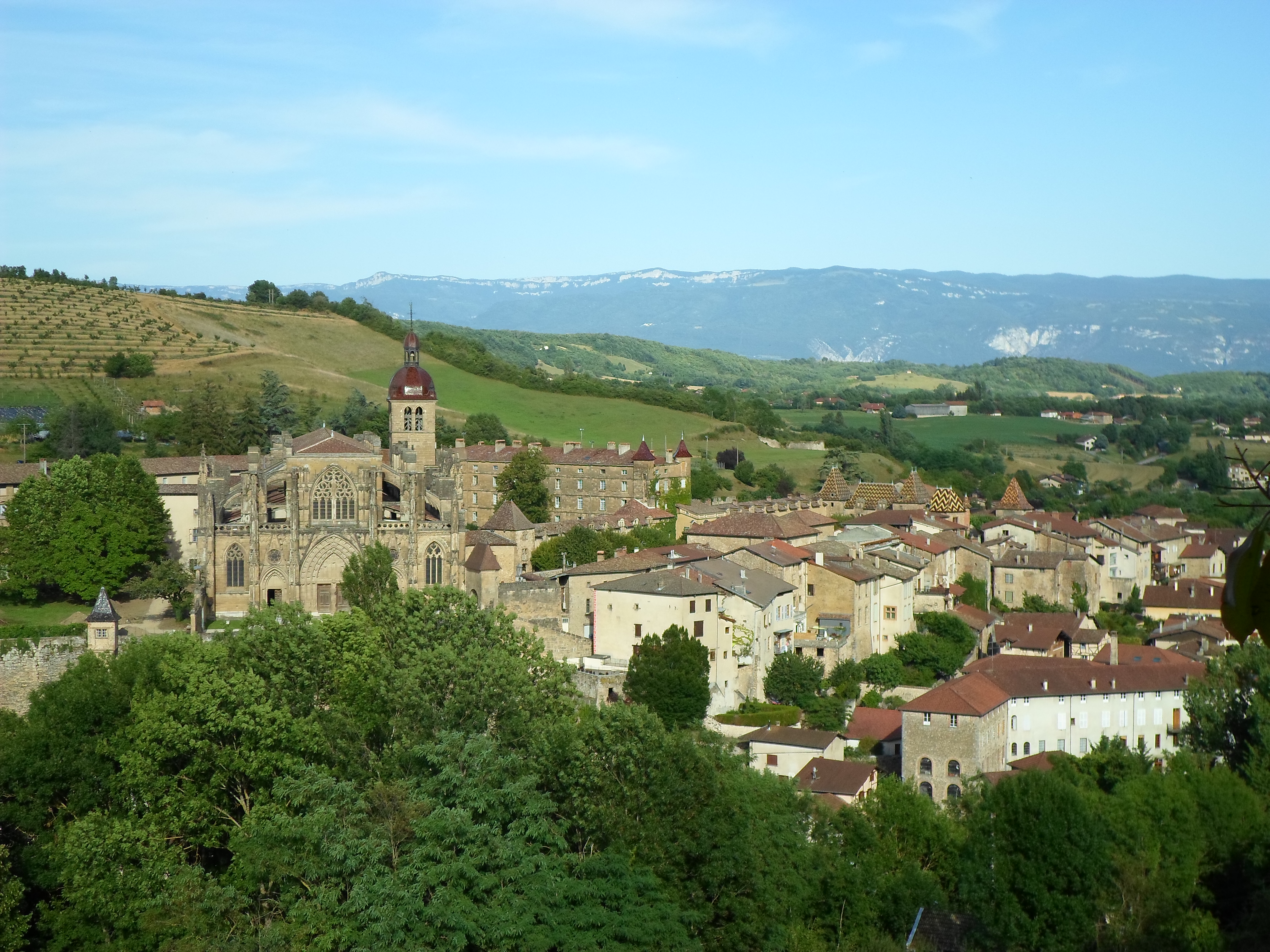
Vue générale de Saint-Antoine-l'Abbaye.

Le musée est implanté dans la commune nouvelle de Saint Antoine l'Abbaye en Isère, aux portes de la Drôme, à mi-chemin  entre Grenoble et  Valence (environ 45 minutes), et à 75 minutes de Lyon.
L'ancien village de Saint-Antoine-l'Abbaye qui donne son nom au musée se dresse telle une forteresse au beau milieu d'un paysage vallonné et boisé dans le Sud Grésivaudan et son abbaye se trouve sur la route de Saint-Jacques-de-Compostelle. Juché à 350 mètres d'altitude, le village médiéval fait face au Vercors et depuis 2009 est labellisé parmi les « Plus beaux villages de France ».

## Historique du musée
Depuis 1979, le musée de Saint-Antoine-l'Abbaye est géré par le département de l'Isère. L'année suivante, les collections du musée s'enrichissent par une importante donation d'œuvres du peintre Jean Vinay.
En 1990, la programmation et le parcours muséographique sont entièrement repensés, lui conférant un réel statut de musée d'art et d'histoire.
L'accès aux collections permanentes et aux expositions temporaires est gratuit depuis janvier 2004, comme l'ensemble des onze musées départementaux.
L'exposition permanente Jardins de cloîtres, jardins des princes. Quand le parfum portait remède y est présentée depuis 2009 et fera l'objet d'un important remodelage entre décembre 2021 et juillet 2022.
Dès septembre 2021, le film 3D Saint-Antoine au temps des bâtisseurs, 1070-1490 intègre le parcours Chroniques d'une abbaye pour faire revivre le chantier de construction de l'église abbatiale.
Depuis 2018 le musée fait partie du réseau des Hôtels-Dieu et Apothicaireries,.

## Le musée et ses différents espaces
Le musée est installé dans plusieurs bâtiments du site abbatial.

### Le Noviciat
Reconstruit aux XVIIe et XVIIIe siècles sur l'ancien bâtiment médiéval, ce corps de logis appelé logis de Flandres est peut-être la première demeure abbatiale avant d'abriter les cellules des religieux et des novices. Sur le fronton triangulaire, les armes de l'abbé Etienne Galland (1747-1767) et les insignes des chanoines sont encore visibles.
Y sont présentés le parcours muséographique Chroniques d'une abbaye ainsi que des expositions temporaires.

### Le Bâtiment des étrangers

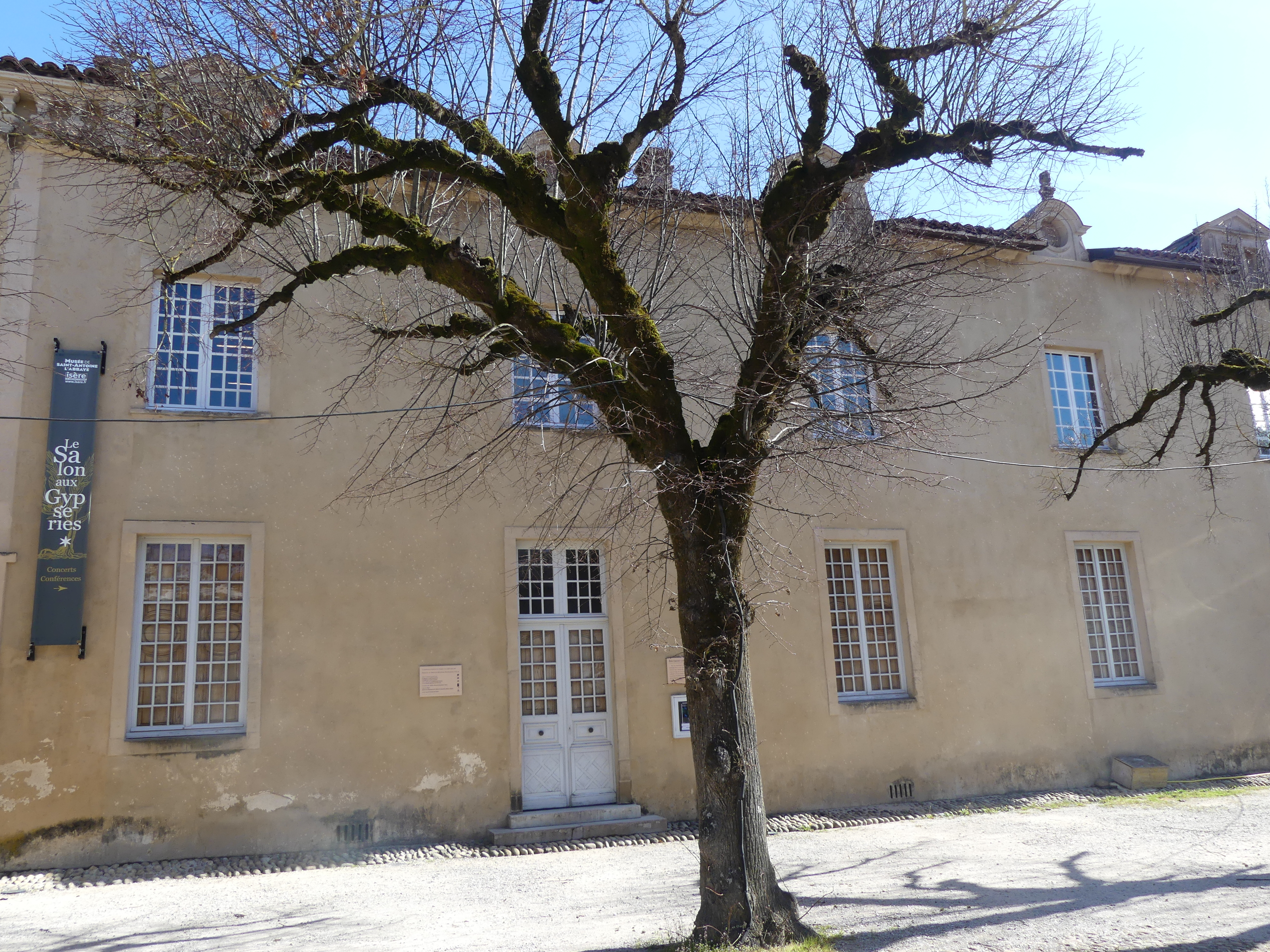
Le Bâtiment des étrangers

Sur les anciennes infirmeries du Moyen Âge est aménagé dès le XVIIe siècle le Bâtiment des étrangers. Destiné aux "hôtes de qualité" et à leur équipage, ce corps de logis est, au XVIIIe siècle composé de pièces en enfilade et d'une cuisine au rez-de-chaussée, de cabinets ou petites chambres à l'étage. Une salle d'assemblée ou salon d'apparat orné de gypseries complète cet ensemble. On y découvre le tableau de La Bataille de Constantin au Pont Milvius qui s'inspire des fresques de la Chambre de Constantin au Vatican,.
Le salon aux gypseries est visible lors des concerts et des visites guidées ponctuelles.

### Le logis de l'Abbé duXVeetXVIIIesiècles
Au XVIIIe siècle, le cabinet de curiosités est aménagé dans la tour-clocher, inachevée de l'église, sur trois niveaux en petits appartements desservis par un escalier à vis. Ces pièces ouvrent au nord, sur le jardin à fleurs et au sud sur la cour intérieure. Ce cabinet présente une collection acquise de 1752 à 1761.
L'abbé Etienne Galland, confie à un religieux antonin et numismate Jacques Deschamps l'organisation des collections.
Une partie de ces collections du cabinet de curiosités iront au Muséum d'histoire naturelle de Grenoble.

### Les Grandes écuries

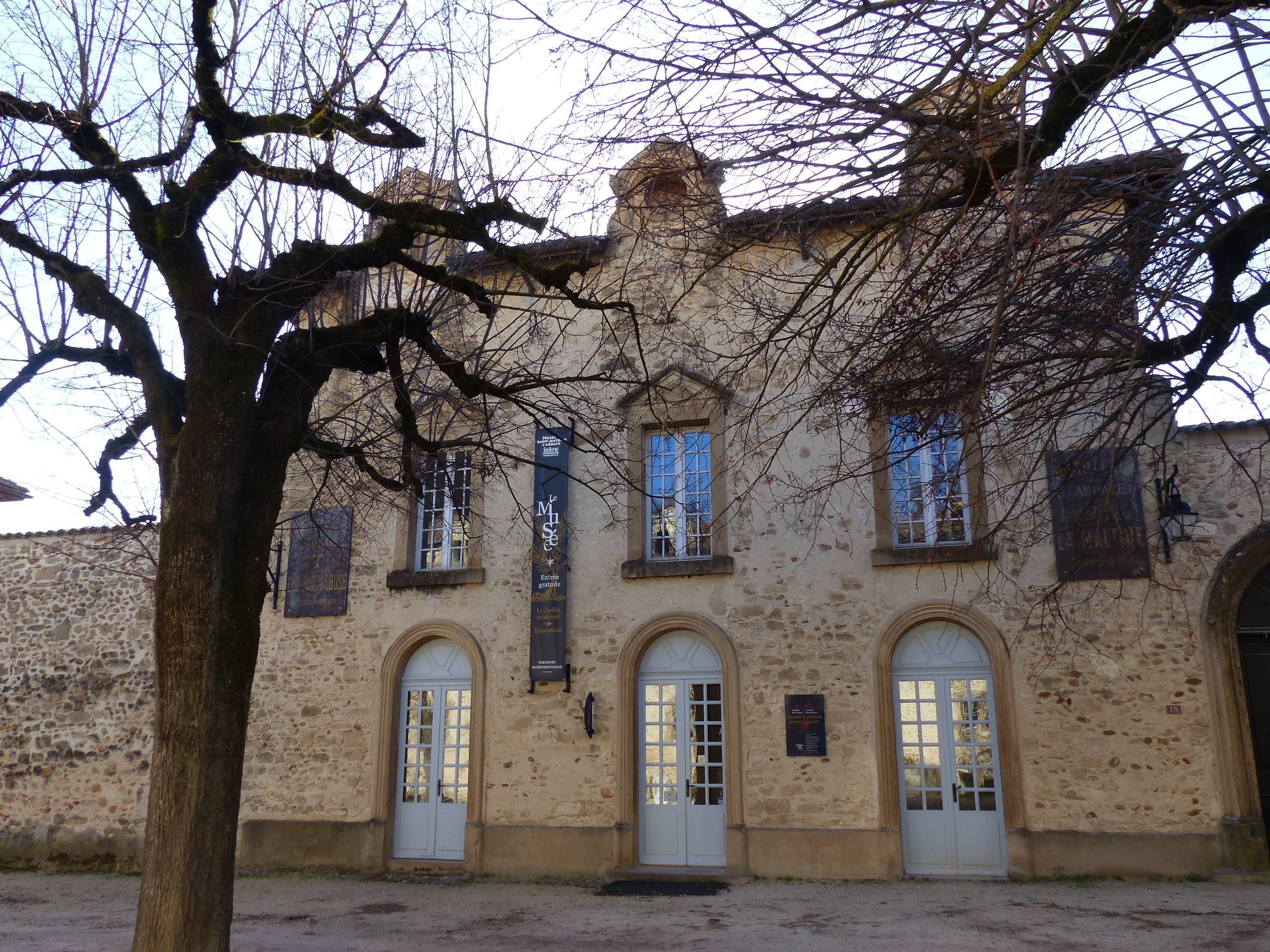
Les Grandes écuries

Aménagées aux XVIIe et XVIIIe siècles sur et à partir d'anciennes maisons, les Grandes écuries de l'abbaye sont destinées à accueillir les chevaux et équipages des religieux et des hôtes étrangers.
La salle voûtée des Grandes écuries accueille les expositions temporaires.

### Le jardin médiéval
Le jardin médiéval est situé dans la cour des écuries de l'abbaye. On y découvre des plantes exubérantes, des herbes aromatiques, des fleurs et des arbres fruitiers réunis par l'eau, élément inhérent et fondateur de l'essence même du jardin.
Le jardin confère une dimension sensorielle à la visite et se décline en quatre ambiances articulées autour d'une fontaine et de bassins : le Jardin du Paradis, le Jardin du parfumeur, le Jardin des simples consacré aux plantes médicinales, et le Jardin traditionnel d'inspiration arabo-andalouse réalisé dans le cadre de la coopération décentralisée du département de l'Isère et de la région de Souss-Massa, au Maroc.
Ces ambiances sont inspirées par les représentations et les usages traditionnels des jardins à l'époque médiévale, dont la fonction est à la fois spirituel et thérapeutique ; ce qui n'est pas sans rappeler le rôle du site de Saint-Antoine-l'Abbaye où les plantes participent aux soins prodigués par les Antonins, aux malades atteints notamment du feu de Saint-Antoine.

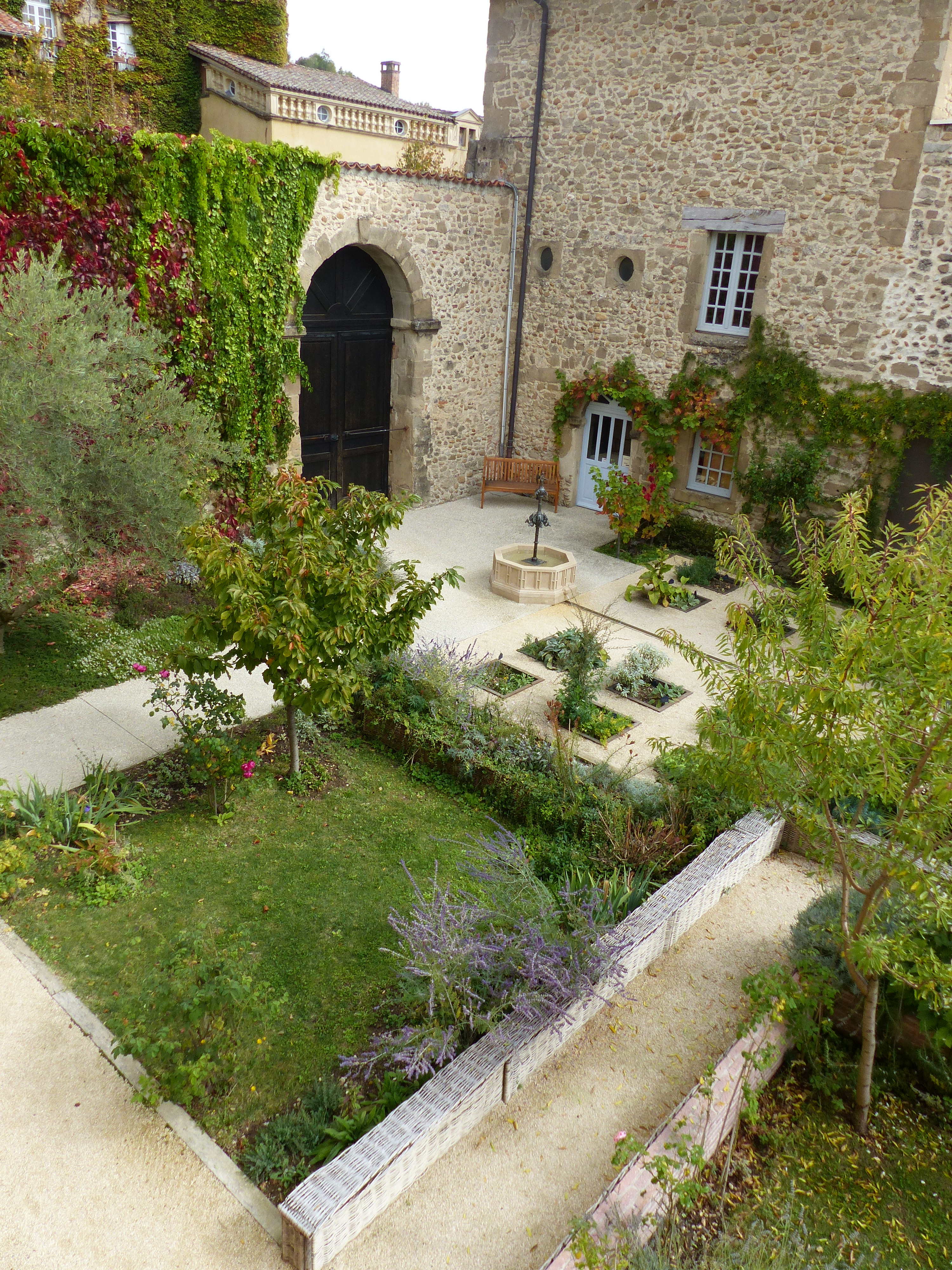
Le jardin médiéval
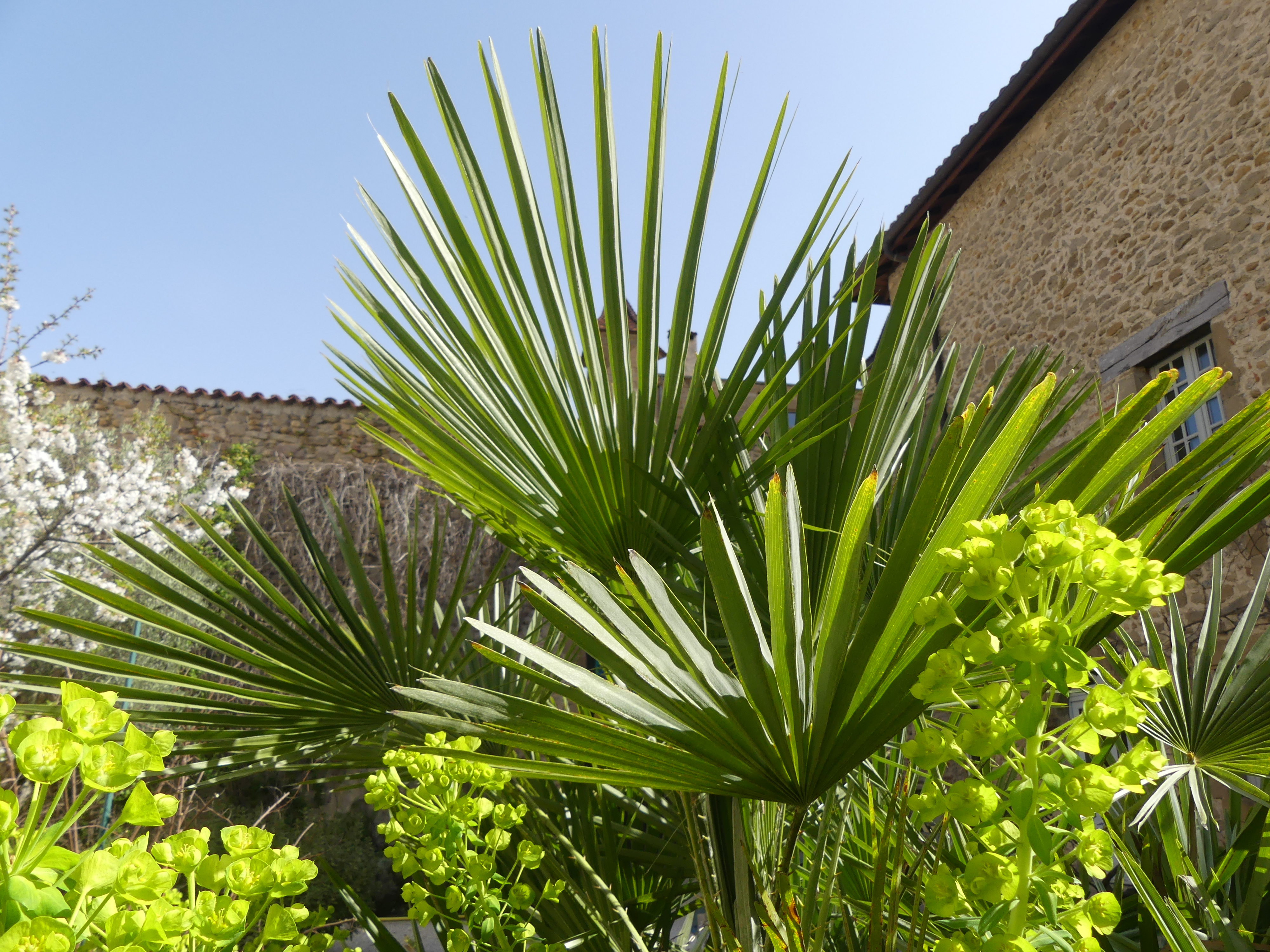
Feuillage du jardin médiéval
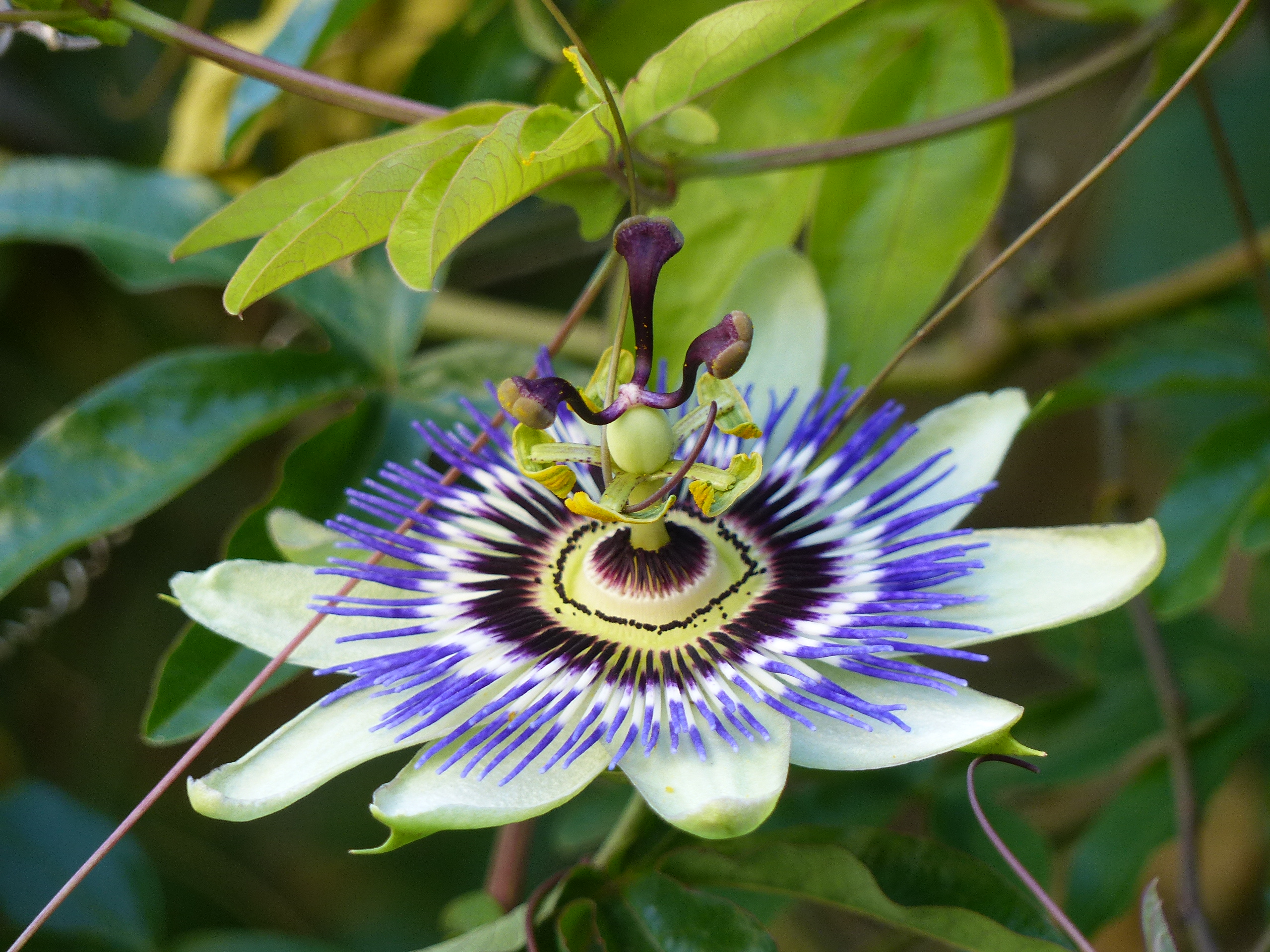
Zoom sur une fleur du jardin médiéval
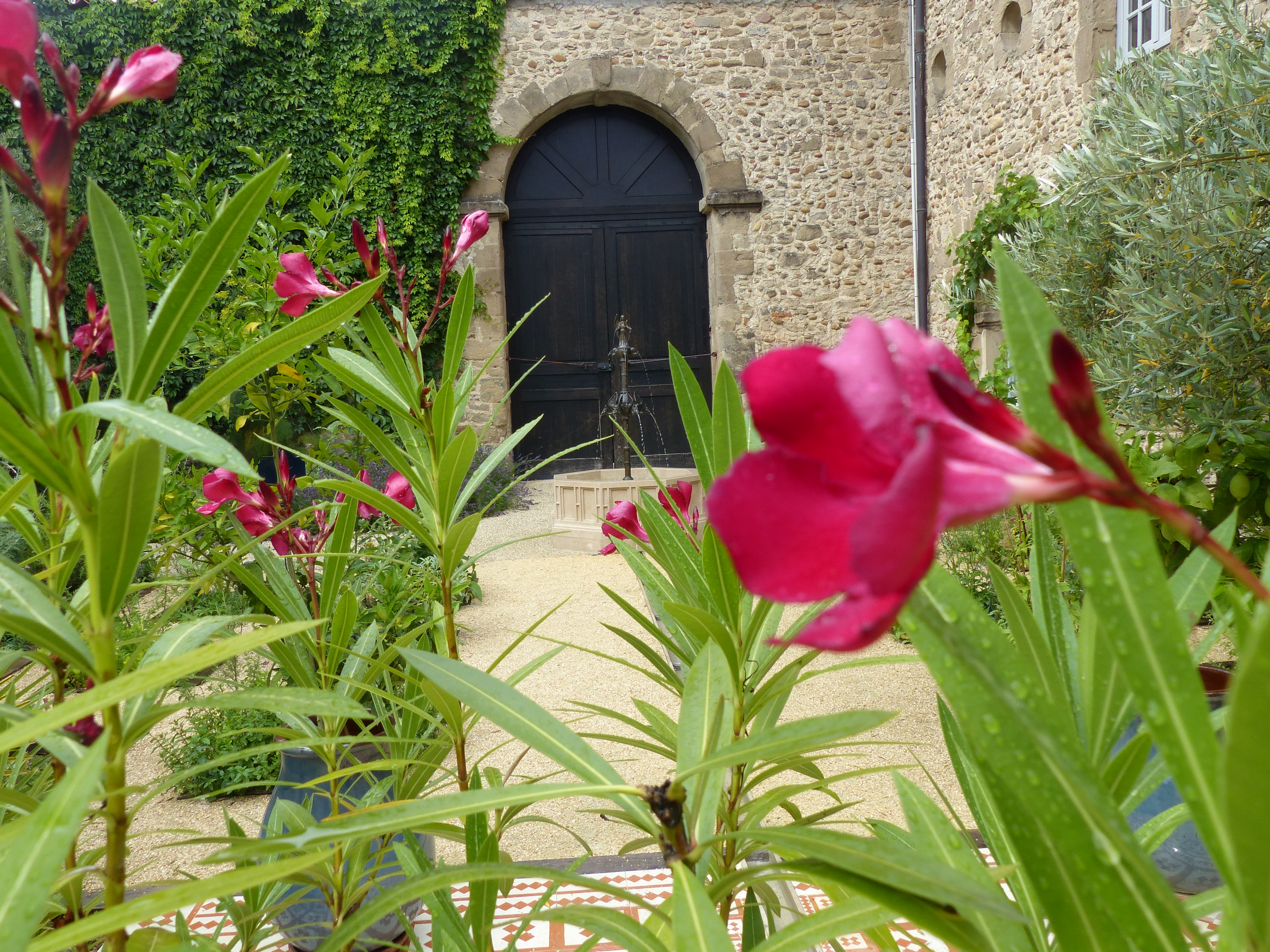
Vue sur la fontaine du jardin
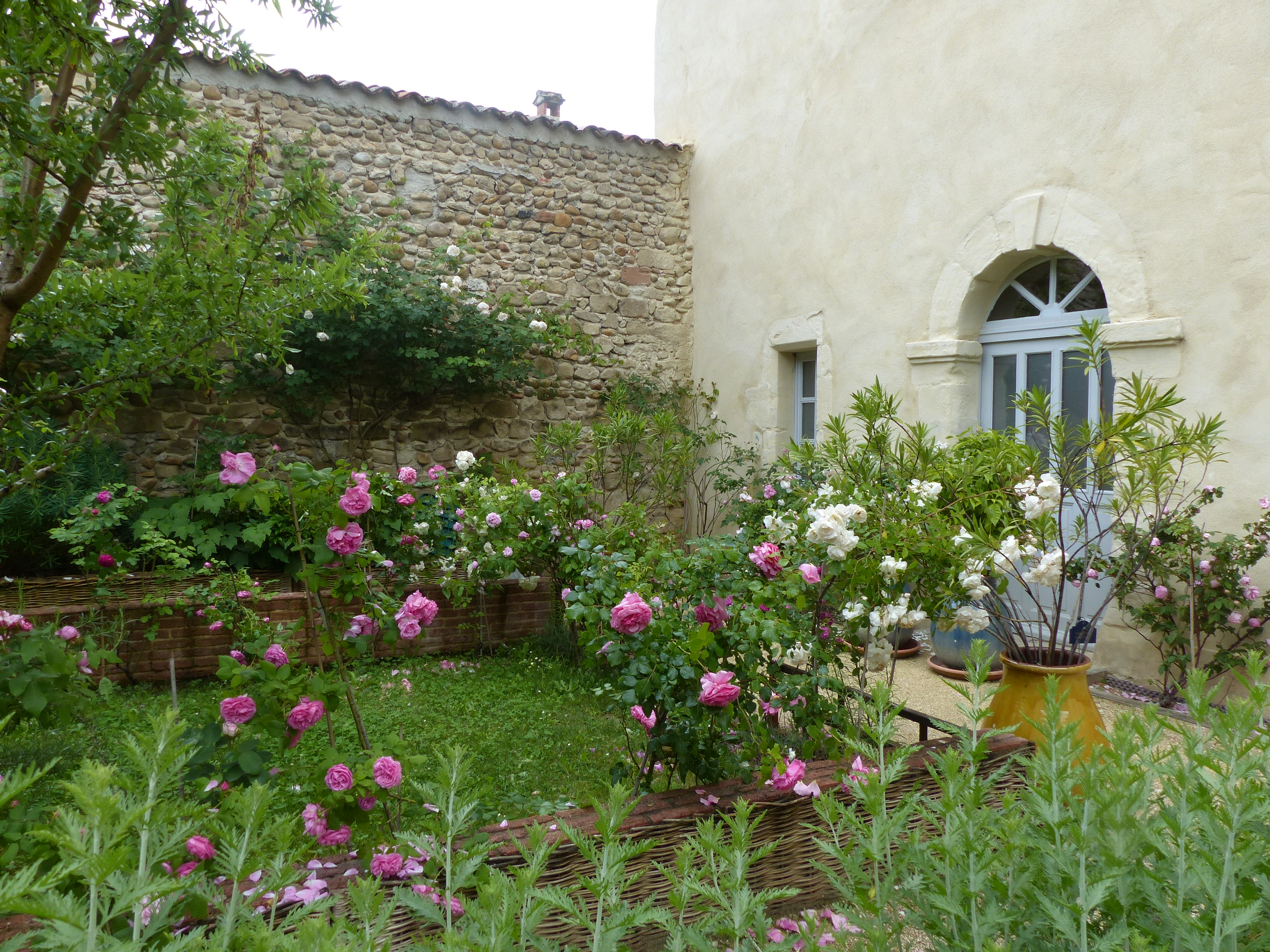
La roseraie du jardin médiéval

## Les parcours muséographiques permanents

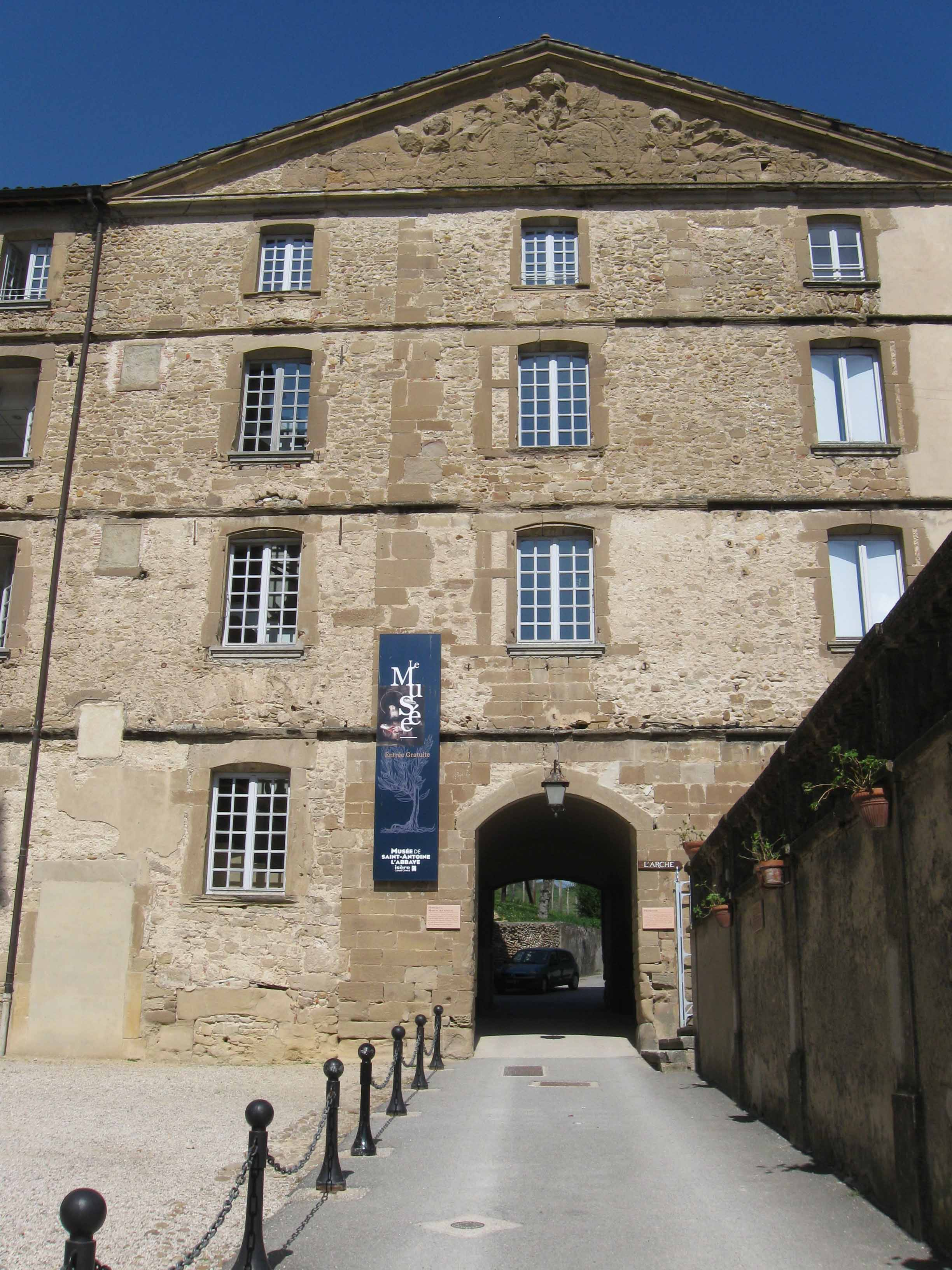
Le noviciat, entrée principale du musée de Saint-Antoine-l'Abbaye.

Deux parcours permanents sont proposés aux visiteurs. Le parcours muséographique des Chroniques d'une abbaye est présenté sur deux niveaux au Noviciat. Dans la salle voûtée des Grandes écuries on trouve le parcours Jardins de cloîtres, jardins des princes. Quand le parfum portait remède.
Le parcours permanent du musée intitulé Chroniques d'une abbaye est hébergé dans l'ancien noviciat, un bâtiment jouxtant l'église abbatiale. Ce parcours s'attache à retracer l'histoire de cette abbaye et de l'ordre des Hospitaliers de Saint-Antoine, en la replaçant dans le contexte des sociétés médiévales européennes.
Jalonnée de peintures, d'objets et d'instruments médicaux, l'exposition permet de comprendre l'essor de ce bourg rural autour de son abbaye qui conserve les reliques de saint Antoine. La visite est enrichie d'outils interactifs et de contenus multimédia qui permettent une découverte immersive de cette histoire pluriséculaire.
Articulée autour de trois espaces, l'exposition sur la pharmacopée médiévale Jardins de cloîtres, jardins des princes. Quand le parfum portait remède propose de découvrir de manière ludique l'usage thérapeutique des parfums du Moyen Âge au XVIIIe siècle. À cette occasion, dix-sept fragrances ont été recréées par Daniela Andrier, parfumeuse allemande chez Givaudan, et Dominique Ropion, parfumeur français chez International Flavors & Fragrances (IFF). La commissaire de cette exposition est Annick Le Guérer, docteur en anthropologie et spécialiste du parfum.

### Chroniques d'une abbaye: résumé historique

#### Saint Antoine l'Égyptien
Antoine le Grand  naît en 251 à Koma, sur la rive occidentale du Nil, au sein de la communauté chrétienne d'Égypte, les Coptes. Orphelin à 18 ans, il décide de se dessaisir de ses biens suivant l'exemple de nombreux ermites. Acquérant une renommée de sainteté, il se retire, durant plus de vingt ans au désert. Assauts terrestres, attaques célestes ou tentations charnelles éprouvent  la solitude de l'ermite accédant ainsi à des fonctions privilégiées au panthéon des saints.
Vers 305, Antoine fonde un premier monastère et s'impose rapidement comme le modèle de cette vie ascétique choisissant le désert pour une union plus intime à Dieu. Au caractère extrême et mystique de l'ermite retiré dans la solitude des sables du désert, s'oppose progressivement une nouvelle forme d'existence, en communauté.
Il meurt le 17 janvier 356, à l'âge présumé de 105 ans. Les épisodes de sa vie sont connus grâce au récit posthume d'Athanase d'Alexandrie, mais aussi à celui de saint Jérôme à travers la Vita Pauli. Dès lors l'ermite du désert devient l'un des saints protecteurs et guérisseurs les plus populaires.

#### Tentations et attributs
Les épisodes diaboliques, illustrés par les Tentations d'Antoine le Grand, constituent l'essentiel du récit choisi par le dominicain Jacques de Voragine dans La Légende dorée rédigée au XIIIe siècle. Ce thème des assauts démoniaques, des tentations charnelles conduits par des créatures hideuses persécutant Antoine dans le désert, connaît un franc succès dès le Moyen Âge. Peintres et lettrés ne cesseront d'en enrichir l'intensité dramatique et la dimension fantastique.
Chaque saint possède au Moyen Âge des attributs qui lui sont propres. Liés à des épisodes de leur vie, ils facilitent l'identification du saint représenté et sont investis d'un sens aussi bien moral qu'allégorique 
Ceux de saint Antoine, inhérent à son statut d'ermite, puis de moine, ainsi qu'à sa fonction de saint guérisseur sont au nombre de six : le tau, la clochette, le cochon ou sanglier, les flammes, le chapelet, le livre. Ils sont attestés dès le XIIe siècle.

#### Le récit
Le récit de la vie des saints, ou récit hagiographique, est un éloge de la sainteté. Sous ses allures romanesques il possède une fonction édifiante : les martyrs et les ermites offrent au lecteur un modèle de perfection à suivre.
L'histoire d'Antoine le Grand reste à ce jour une énigme tant les récits de sa vie allient vérité et légende. Seul le texte attribué à Athanase écrit en grec au milieu du IVe siècle sous le nom de Vita Anthonii (Vie et conduite de notre saint père Antoine), donne des clefs au récit.
Très tôt traduite en latin pour les moines d'Occident, la Vita Anthonii l'est une seconde fois, à la fin du IVe siècle, par Évagre le Pontique, qui propose une adaptation très libre du texte grec initial. Par la suite, le récit donne lieu à de nombreuses traductions et copies qui en permettent une diffusion assez ample et un enrichissement tout au long du Moyen Âge. L'objectif affiché demeure la glorification du saint et la diffusion de sa popularité en Occident.

#### Le culte des saints
Selon Athanase, la renommée d'Antoine est si grande qu'elle s'étend « jusqu'en Espagne et en Gaule, jusqu'à Rome et en Afrique » dès le IIIe siècle. À la fin du XIe siècle, les reliques du célèbre ermite arrivent en Dauphiné. Une dévotion durable s'instaure en Occident.
Saint guérisseur, il est avec saint Roch et saint Sébastien, l'un des saints auxiliaires les plus sollicités. Il préserve du mal des Ardents, de la peste, de la syphilis et de la mort subite, mais aussi de nombreuses maladies de peau ou d'épizooties chez les animaux. Des artisans, des marchands réunis en corporations se placent sous sa protection dès le XIIIe siècle, tels les tanneurs, les vanniers, les bouchers, les potiers, les arquebusiers.
Modèles de sainteté absolue, les saints favorisent à travers la dévotion qu'ils suscitent la naissance d'une liturgie appropriée et la construction d'édifices ou de lieux placés sous leur vocable. Ainsi en est-il de l'abbaye de Saint-Antoine.

#### La création de l'abbaye
Autour de l'an Mil, la Chrétienté s'épanouit à l'aube d'une nouvelle ère : celle des bâtisseurs, induite par des périodes de troubles et de pillages, mais aussi par une volonté affirmée de réforme des établissements monastiques.
L'arrivée des reliques de saint Antoine en Dauphiné à la fin du XIe siècle bouleverse l'organisation de l'ancien bourg castral alors dénommé La Motte-aux-Bois. Un prieuré bénédictin est fondé entre 1083 et 1089, sous l'impulsion de l'évêque Gontard de Valence. Ce dernier fait don de cinq églises à l'abbaye bénédictine de Montmajour, dont l'église Saint Antoine de la Motte. Les bénédictins prennent alors possession des reliques et se voient chargés des pèlerinages.
Parallèlement, une confraternité d'hospitaliers constitue non loin du prieuré une maison de l'Aumône destinée à accueillir pauvres et malades attirés par le pouvoir thaumaturgique des reliques.
Le rayonnement des premiers hospitaliers est tel, qu'ils se présentent bientôt en rivaux. Ils parviennent à congédier les bénédictins en 1290, avant d'acquérir, d'Aynard de Châteauneuf, la seigneurie de Saint-Antoine. Leur installation est officialisée en 1297 par la bulle pontificale de Boniface VIII instaurant l'ordre des chanoines réguliers ou hospitaliers de Saint-Antoine.

#### La translation des reliques
Le corps d'Antoine est découvert par l'évêque Théophile en 529, avant d'être transporté à  Alexandrie, puis déposé en l'église Saint-Jean-Baptiste ainsi que le relate Pierre de Lanoy, dominicain du XVe siècle, à l'origine du récit de la révélation et de la première translation des reliques.
Face aux invasions arabes, les reliques du saint sont transférées à Constantinople au VIIe siècle. Vers 1070, Jocelin de Châteauneuf obtient de l'empereur Romain IV Diogène qui règne sur Constantinople les précieuses reliques en échange de valeureux services. Mais c'est à un parent, Guigue Didier, contraint par le pape Urbain II, qu'incombera le soin de confier les reliques aux bénédictins de Montmajour. Afin d'ériger un sanctuaire digne, il décidera la construction d'une église dans un lieu alors inconnu : La Motte-aux-Bois devenu Saint-Antoine en Viennois en 1083.
Ainsi commence l'histoire de l'un des lieux de pèlerinage les plus emblématiques de la Chrétienté occidentale narrée par le premier historiographe de l'ordre Aymar Falco au XVIe siècle.

#### L'ordre de Saint-Antoine
L'ordre nouvellement fondé en 1297 est directement soumis au Saint-Siège, lequel lui témoigne un intérêt soutenu au travers des privilèges accordés. Chanoines et frères, dotés de premiers statuts en 1298, obéissent à la règle de saint Augustin.
Forts de soutiens multiples et de revenus conséquents, les hospitaliers de Saint-Antoine s'illustrent rapidement sur la scène diplomatique en Europe et aux confins du bassin méditerranéen. L'action des abbés Guillaume Mitte puis Pierre Lobet précédant la cession du Dauphiné au royaume de France en 1349 leur permet de siéger au sein des États généraux du Dauphiné.
La présence de prélats influents, de princes et de souverains aux côtés de l'ordre atteste l'importance octroyée au dessein politique parallèlement au pèlerinage dévotionnel. Dans leur sillage, les rois Charles V, Charles VII ou Louis XI, Jean Galéas Visconti, duc de Milan, ou Sigismond, empereur germanique participent par de pieuses fondations et des legs importants à l'enrichissement de l'ordre.

## Les collections

### La collection Jean Vinay
Le musée possède une riche collection d'œuvres du peintre Jean Vinay (1907-1978)) dont la majeure partie est issue d'une donation. Présentée lors d'expositions temporaires, on y découvre comment le paysagiste et portraitiste raconte son Dauphiné, Paris et l'Algérie.

## Fréquentation et expositions temporaires
Les expositions temporaires en cours :
- La forêt, un Moyen Âge enchanté ? (4 juillet 2021 - 11 novembre 2021)
- Zoothèque enchantée - Claudio Locatelli (8 mars 2021 - 12 décembre 2021)
- Ecoles et Musée « Dans la forêt … » (19 juin 2021 - 19 septembre 2021)

Les expositions passées :
- 2020
Le cèdre et le papyrus, paysages de la Bible (12 septembre - 13 décembre 2020)[16]
Le baume et savon. Une histoire de corps (9 mars - 13 décembre 2020)
Paysages croisés. François Auguste Ravier / Jean Vinay (9 mars - 13 décembre 2020)

- 2019

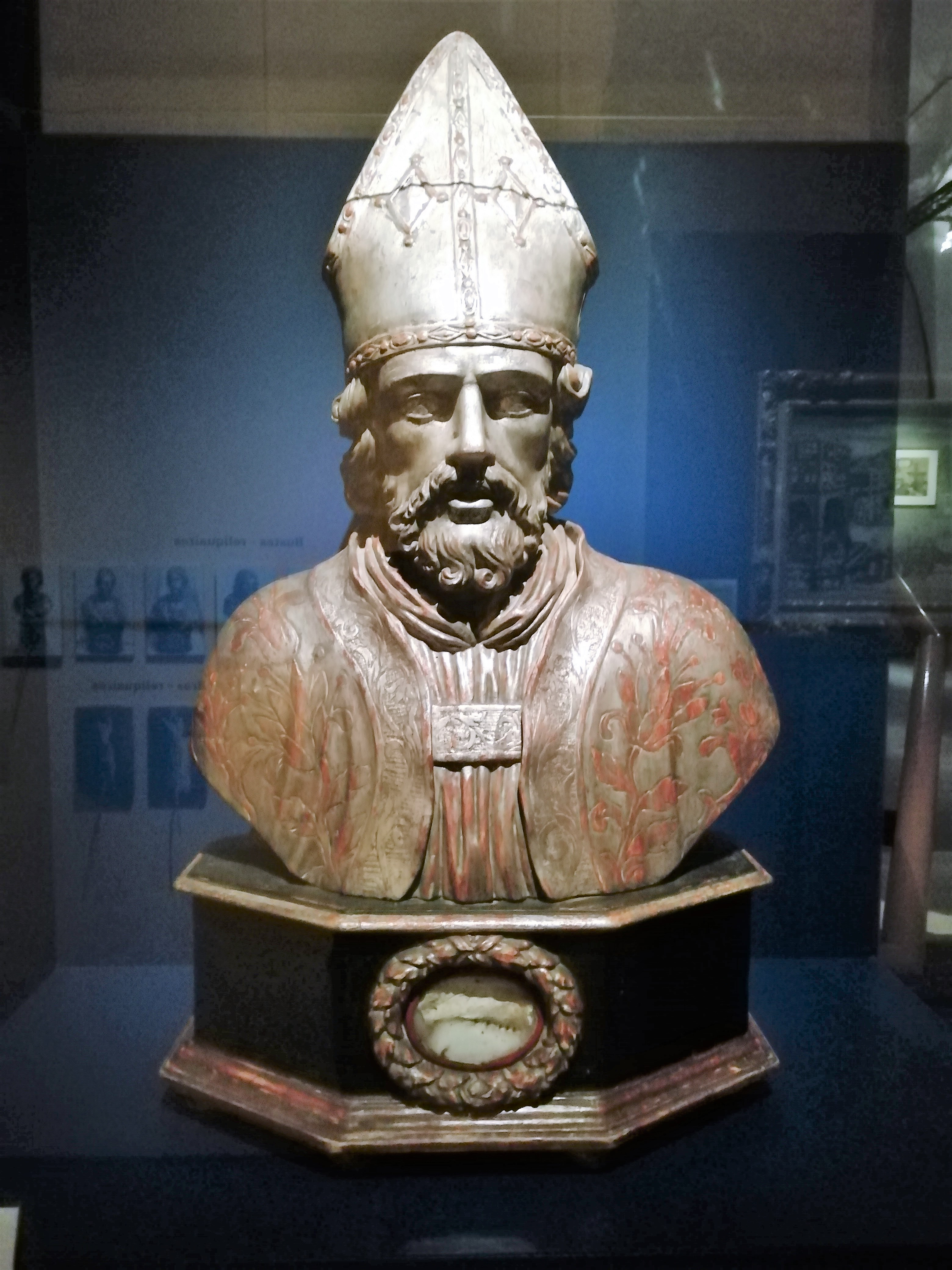
Le buste-reliquaire dit de saint Didier à l'exposition temporaire Chemins d'étoiles. Reliques et pèlerinages au Moyen Âge.

Chemins d'étoiles, reliques et pèlerinages au Moyen Âge (30 juin - 11 novembre 2019)[17]
Esprit de poudre, parfums d'esprit - Acte 2 (11 mars - 11 novembre 2019)
- 2018
Vous avez dit mandragore. Accueillir, soigner en Occident (8 juillet - 11 novembre 2018)[18]
Esprit de poudre, parfums d'esprit - Acte 1 (5 mars - 11 novembre 2018)
- 2017
Côté Seine, côté jardin - Œuvres de Jean Vinay (1907-1978) (5 mars - 21 mai 2017)
De soie et d'ailleurs, une histoire à la croisée des chemins (9 juillet - 8 octobre 2017)[19]
- 2016
Bâtisseurs d'éternité (10 juillet - 9 octobre 2016)[20]
- 2015
De parcs en jardins, une flânerie parisienne (5 juillet - 11 novembre 2015)
- 2014
Gemmes, une brillante histoire (6 juillet - 5 octobre 2014)
- 2013
L'Europe des merveilles au temps de la curiosité (6 juillet - 12 décembre 2013)
- 2012
Entre Flandre et Italie. Princes collectionneurs (8 juillet - 7 octobre 2012)
- 2011
D'ombre et de lumière...Trésors sacrés trésors profanes (10 juillet - 9 octobre 2011)
- 2010
Figures libres figures imposées de la danse (13 juin - 19 septembre 2010)
- 2009
Fastes et maléfices, astrologues, magiciens et sorciers (14 juin - 20 septembre 2009)
- 2008
Une histoire de Sens (14 juin- 21 septembre 2008)
- 2007
Images d'une collection. Jean Vinay (11 mars - 27 mai 2007)
De larmes et de sang. Images croisée de la douleur (17 juin - 16 septembre 2007)
- 2006
La nature de choses Jean Vinay (6 mars - 28 mai 2006)
Sur les chemins d'Ispahan. Savoir et médecine entre Orient et Occident (18 juin - 17 septembre 2006)
Le jardin invisible par Chantal Legendre (8 octobre - 8 novembre 2006)
- 2003
Au Temps où on implorait le ciel (29 avril - 2 novembre 2003)

Depuis son ouverture, la fréquentation du musée reste globalement en hausse. Les chiffres de fréquentation de 1992 à 2021 sont :
| Années                    | 1992  | 1993  | 1994  | 1995  | 1996  | 1997  | 1998  | 1999  | 2000  | 2001  | 2002  | 2003  | 2004  | 2005  | 2006  |
| Chiffres de fréquentation | 6513  | 10948 | 11875 | 5173  | 8362  | 4712  | 10082 | 17521 | 12264 | 10608 | 15474 | 11837 | 22154 | 26328 | 21458 |
| Années                    | 2007  | 2008  | 2009  | 2010  | 2011  | 2012  | 2013  | 2014  | 2015  | 2016  | 2017  | 2018  | 2019  | 2020  | 2021  |
| Chiffres de fréquentation | 16349 | 26840 | 34171 | 34738 | 40035 | 38611 | 45594 | 52879 | 45854 | 45714 | 41424 | 48299 | 52052 | 21791 |       |

Le graphique qui aurait dû être présenté ici ne peut pas être affiché car il utilise l'ancienne extension Graph, désactivée pour des questions de sécurité. Des indications pour créer un nouveau graphique avec la nouvelle extension Chart sont disponibles ici.

## Activités du musée
Le musée accueille un très grand nombre de classes tout au long de l'année. Les visites guidées sont assurées par un guide-conférencier ou un médiateur du musée et des malles pédagogiques sont également à disposition des enseignants pour compléter leurs cours.
Chaque année, le projet Une école un chantier, piloté par la Drac Aura à la découverte du patrimoine et des métiers de la restauration, est destiné aux enfants scolarisés à Saint-Antoine-l'Abbaye, tandis que Ecoles et musée est un projet artistique et culturel qui permet aux élèves de travailler sur un thème donné en lien avec les expositions du musée et de proposer des réalisations présentées au public pendant l'été.
Le musée participe aux événements nationaux : La Nuit européenne des musées, Rendez-vous aux jardins, les Journées européennes du patrimoine. Chaque année, une programmation culturelle est proposée: concerts, représentations théâtrales, spectacles, conférences, animations pour le public scolaire et familiale.
Le musée de Saint-Antoine-l'Abbaye a établi plusieurs partenariats au sein du territoire auquel il est implanté. Ces partenariats participent au rayonnement des collections du musée et plus largement du site abbatial, avec une programmation d'événements qui se déclinent au fil des saisons.